# 翻译后修饰

胰島素的轉譯後修飾之過程圖

翻译后修饰（英語：Post-translational modification，縮寫PTM；又稱後轉譯修飾）是指蛋白質在翻译後的化學修飾。蛋白質擁有不同功能且影響生物體許多的功能，而往往要經過修飾才具有相應的功能，此階段即為轉譯後修飾，包含甲基化、磷酸化和乙醯化等。對於大部份的蛋白質來說，這是蛋白質生物合成的較後步驟。PTM是細胞信號傳導中的重要組成部分。
蛋白質，或是多肽，是多條或一條胺基酸的鏈。當合成蛋白質時，20種不同的胺基酸會合併成為蛋白質。胺基酸的轉译後修飾會附在蛋白質其他的生物化學官能團（如醋酸鹽、磷酸鹽、不同的脂類及碳水化合物）、改變胺基酸的化學性質，或是造成結構的改變（如建立雙硫鍵），來擴闊蛋白質的功能。 
再者，酶可以從蛋白質的N末端移除胺基酸，或從中間將肽鏈剪開。舉例來說，胰島素是肽的激素，它會在建立雙硫鍵後被剪開兩次，並在鏈的中間移走多肽前體，而形成的蛋白質包含了兩條以雙硫鍵連接的多肽鏈。
其他修飾，就像磷酸化，是控制蛋白質活動機制的一部份。蛋白質活動可以是令酶活性化或鈍化。

## 加入官能團
翻译後修飾包括以下加入官能團的反應：
- 乙醯化——通常於蛋白質的N末端加入乙醯。
- 烷基化——加入如甲基或乙基等烷基。
  - 甲基化——烷基化中常见的一種，在賴氨酸、精氨酸等的侧链氨基上加入甲基。
- 生物素化——用生物素附加物令保存的賴氨酸醯化。
- 穀氨酸化——在穀氨酸與導管素及其他蛋白質之間建立共價鍵。
- 甘胺酸化——在一個至超過40種甘胺酸與導管素的C末端建立共價鍵。
- 糖化——將糖基加入天冬醯胺、羥離氨酸、絲氨酸或蘇氨酸，形成糖蛋白。
- 異戊二烯化——加入如法呢醇及四異戊二烯等異戊二烯。
- 硫辛酸化——附著硫辛酸的功能性。
- 磷酸泛酰巰基乙胺基化——像在脂肪酸、聚酮、非核醣體肽鏈及白氨酸的生物合成中，從乙醯輔酶A加入4'磷酸泛酰巰基乙胺基。
- 磷酸化——加入磷酸根至絲氨酸、酪氨酸、蘇氨酸或組氨酸。
- 硫酸化——將硫酸根加入至酪氨酸。
- 硒化
- C末端醯胺化

## 加入其他蛋白質或肽
- 干擾素激活基因化——與干擾素激活基因15（ISG15）蛋白質建立共價鍵。[1]
- 小泛素相關修飾化——與小泛素相關修飾子蛋白建立共價鍵。[2]
- 泛素化——與泛素建立共價鍵。

## 改變胺基酸的化學性質
- 瓜氨化——將精氨酸轉為瓜氨酸。
- 脫氨化——將穀氨醯胺轉為穀氨酸或將天冬醯胺轉為天冬氨酸。

## 結構改變
- 雙硫鍵——與兩個半胱氨酸的胺基酸建立共價鍵。
- 分解蛋白質——將蛋白質的肽鍵剪開。

## 數據庫與工具

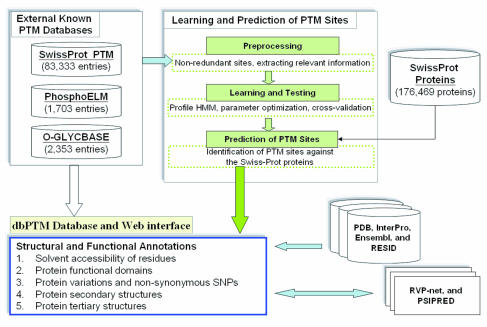
Flowchart of the process and the data sources to predict PTMs.

蛋白質序列包含通過修飾酶識別的序列基序，並且可以在 PTM 數據庫中記錄或預測。 隨著發現大量不同的修改，需要在數據庫中記錄此類信息。 PTM 信息可以通過實驗手段收集，也可以從高質量、手動整理的數據中預測。 已經創建了許多數據庫，通常側重於某些分類群（例如人類蛋白質）或其他特徵。

### 資源列表
- PhosphoSitePlus （页面存档备份，存于）[4] – 用於研究哺乳動物蛋白質翻譯後修飾的綜合信息和工具數據庫
- ProteomeScout[5] – 實驗性蛋白質和翻譯後修飾數據庫
- Human Protein Reference Database[5] – 用於不同修飾和了解不同蛋白質、它們的類別以及與致病蛋白質相關的功能/過程的數據庫
- PROSITE[6] – 包括網站在內的多種類型 PTM 的共識模式數據庫

### 工具
蛋白質及其 PTM 可視化軟件列表
- PyMOL[7]——將一組常見的 PTM 引入蛋白質模型
- AWESOME[8] – 查看單核苷酸多態性對 PTM 的作用的交互式工具
- Chimera[9] – 可視化分子的交互式數據庫

## 案例
- 胰島素生產過程中二硫鍵的裂解和形成
- 作為轉錄調控的組織蛋白PTM：染色質結構對 RNA 聚合酶的控制
- RNA聚合酶Ⅱ的 PTM 作為轉錄調控
- 多肽鏈的切割對凝集素特異性至關重要[10]